# 朱聪 (足球运动员)
朱聪（1985年2月8日—），男，中国足球运动员，司职边后卫。

## 俱乐部生涯
2003年，朱聪就进入中国足球甲A联赛球队深圳健力宝的一线队名单。直到进入一线队名单的第四年即2006年8月19日，他在深圳金威客场0比5不敌大连实德的联赛比赛第76分钟替补范晓冬出场，才上演职业生涯的联赛首秀。他并不能获得太多为一线队出场的机会，2003年至2010年间，他仅为球队出场6次。2010年7月，朱聪转会加盟中国足球甲级联赛球队广东日之泉。他迅速在日之泉站稳脚跟并成为球队的主力边后卫。
2015年广东日之泉解散后，朱聪加入深圳人人参加业余联赛。